# Lilian Davies
Titres
Duchesse consort de Halland
7 décembre 1976 – 5 janvier 1997
(20 ans et 29 jours)
Duchesse douairière de Halland
5 janvier 1997 – 10 mars 2013
(16 ans, 2 mois et 5 jours)
Lillian May Davies, devenue la princesse Lilian de Suède (en suédois, Lilian av Sverige), duchesse de Halland, née le 30 août 1915 à Swansea et morte le 10 mars 2013 à Stockholm, est un mannequin britannique, membre de la famille royale de Suède à la suite de son mariage en 1976 avec le prince Bertil de Suède, duc de Halland (1912–1997), oncle du roi Charles XVI Gustave de Suède.

## Biographie

### Jeunesse britannique
Lillian May Davies naît à Swansea, dans le sud du pays de Galles. Elle est la fille de William John Davies et de sa femme Gladys Mary Curran. Ses parents se séparent dans les années 1920, mais ils ne divorcent formellement qu’en 1939. Quand elle devient mannequin, elle orthographie son prénom désormais avec un seul "l". Elle apparaît notamment en couverture de magazines comme Vogue.

### Premier mariage
En 1940, elle épouse l’acteur écossais Walter Ivan Craig à Horsham, dans le Sussex de l'Ouest. Pendant la Seconde Guerre mondiale, après le départ de son mari pour l’Afrique, Lilian Craig travaille dans une usine qui fabrique des radios pour la Royal Navy et dans un hôpital pour les soldats blessés.

## Relation avec le prince Bertil

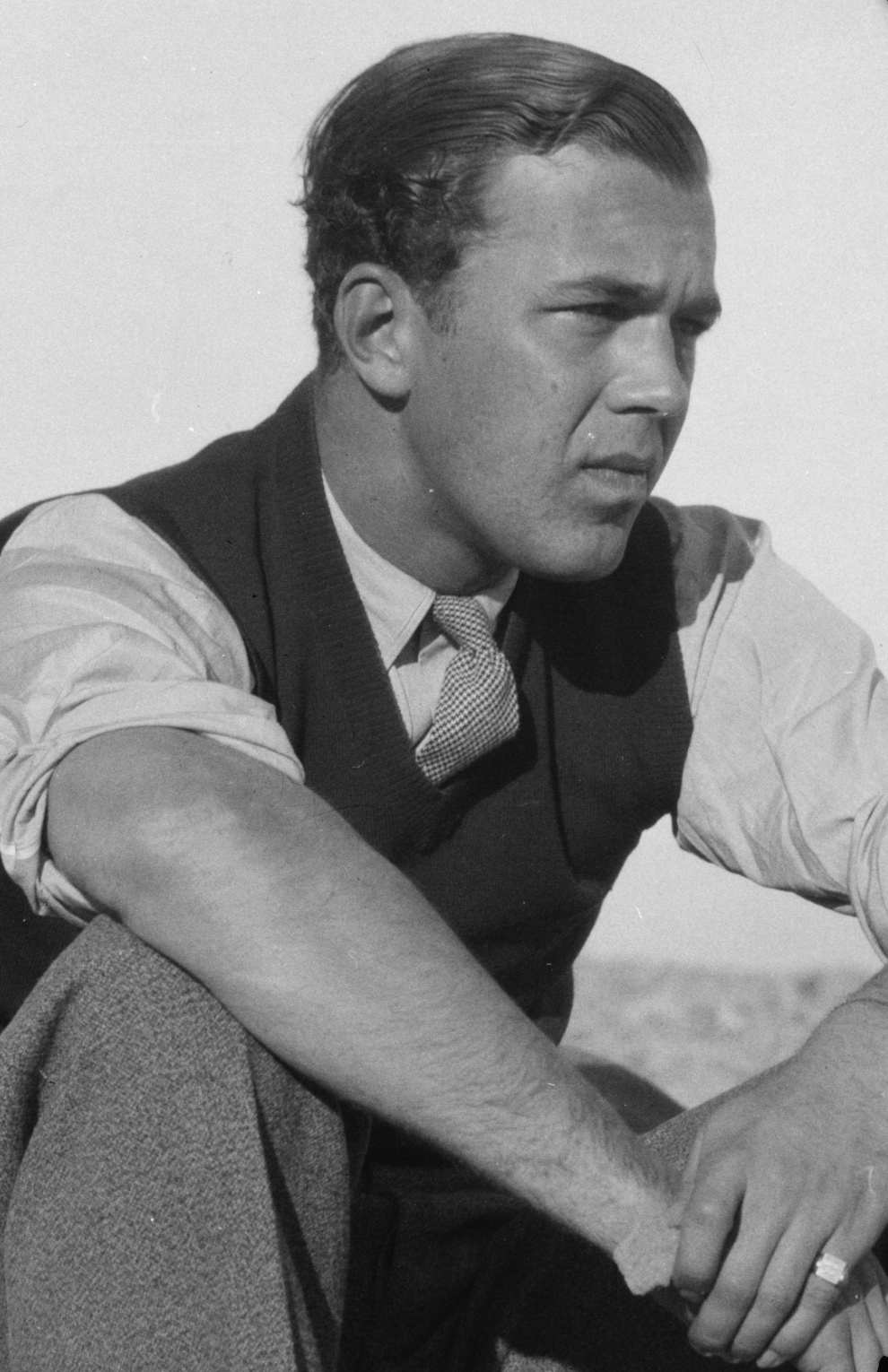
Le prince Bertil de Suède en 1934.

### Rencontre
En 1943, elle rencontre lors d’un cocktail à Londres le prince Bertil de Suède, fils du prince héritier Gustave Adolphe de Suède et de la princesse Margaret de Connaught.
Peu après leur rencontre, ils deviennent amants bien que Lilian soit toujours mariée avec Ivan Craig, dont elle ne divorcera que deux ans plus tard.

### Risque de régence
En 1947, le prince Bertil perd son frère aîné le prince Gustave-Adolphe, père du futur roi Charles XVI, et alors second héritier au trône. En raison des mariages morganatiques de ses autres frères, Bertil est pressenti pour assumer la régence en cas de décès de son père avant la majorité de son neveu. C’est pour cette raison que le prince et Lilian vont vivre ainsi plus de trente ans sans pouvoir se marier.
Le prince Bertil n’a jamais eu à devenir régent puisque son père le roi Gustave VI Adolphe — qui était monté sur le trône en 1950 — a vécu assez longtemps pour voir son petit-fils, Charles-Gustave, atteindre sa majorité. Ce dernier, monté sur le trône en 1973 et, ayant épousé lui-même une roturière, approuve alors le mariage de Bertil et Lilian.

### Mariage
Lilian épouse le prince Bertil le 7 décembre 1976 en l’église du château de Drottningholm en présence du roi et de la reine. Lilian Davies Craig devient princesse de Suède et duchesse de Halland.

Le couple passe des périodes dans sa résidence de Sainte-Maxime en France. N’ayant pas eu d’enfants, la princesse est très proche des souverains suédois et de leurs trois enfants.

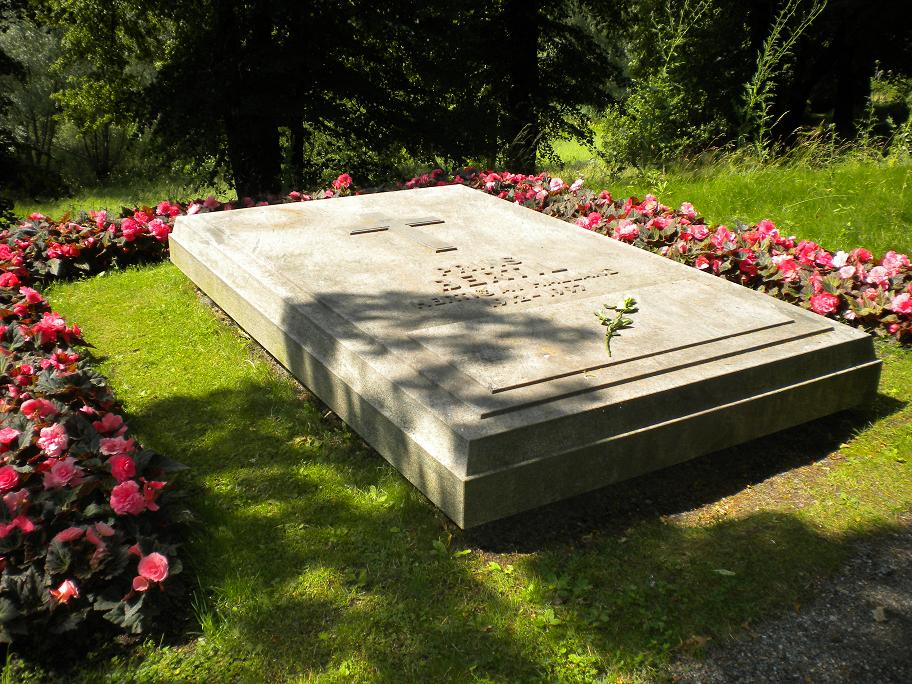
Tombe du prince Bertil au cimetière royal d'Haga.

### Duchesse douairière de Halland
Le prince Bertil meurt le 5 janvier 1997 dans leur maison, la princesse Lilian étant à son côté. Jusqu’en 2010, elle continue à représenter la famille royale aux engagements officiels et dans d'autres occasions.
Elle est présidente de beaucoup d’organisations et un membre honoraire de plusieurs clubs et sociétés qui étaient sous le patronage de son époux le prince Bertil dont la Prince Bertil & Princess Lilian Sports Foundation ou SOS Villages d’enfants Suède.
En 2000, la princesse Lilian publie une biographie de sa vie avec le prince Bertil. Le 3 juin 2010, le palais annonce que la princesse est atteinte de la maladie d’Alzheimer et ne peut plus apparaître en public. Elle passe les dernières années de sa vie à la villa Solbacken, l’ancienne maison du prince Bertil, assistée par trois infirmières.
Elle meurt le 10 mars 2013 à l’âge de 97 ans, seize ans après son mari. Ses funérailles ont eu lieu le samedi 16 mars en la chapelle du palais royal de Stockholm et son corps est ensuite inhumé au cimetière royal d'Haga où repose son époux le prince Bertil.
Dans son testament, elle lègue ses bijoux historiques (hérités par le prince Bertil de Suède de sa famille) comme ses diadèmes Crown Princess Margaretha’s Laurel Leaf Necklace Tiara, Crown Princess Margaretha’s Scarab Necklace ou Queen Victoria’s Stomacher à sa petite-nièce par alliance la princesse héritière, Victoria de Suède.
Cette dernière porte le magnifique diadème en diamant ainsi que le deuxième collier lors du mariage de sa sœur la princesse Madeleine, en hommage à sa grand-tante disparue.

## Distinctions
- Commandeur grand-croix de l'ordre royal de l'Étoile polaire
- Grand-croix de l'ordre national du Mérite
- Grand-croix de l'ordre du Faucon
- Grand-croix de l'ordre de Dannebrog
- Ordre de la Croix de Terra Mariana de première classe

## Titulature
- 30 août 1915 — septembre 1940 : Miss Lillian Davies
- septembre 1940 — 7 novembre 1947 : Mrs. Ivan Craig
- 7 décembre 1976 — 5 janvier 1997 : Son Altesse royale la princesse Lilian de Suède, duchesse consort de Halland

Monogramme de la princesse Lilian de Suède

- 5 janvier 1997 — 10 mars 2013 : Son Altesse royale la princesse Lilian de Suède, duchesse douairière de Halland

### Armes
| Blason | Blasonnement : Écartelé : à la croix pattée d'or, qui est la Croix de Saint-Eric, cantonnée en 1 et 4, d'azur à trois couronnes d'or posées 2 et 1 (qui est de Suède moderne), en 2, d'azur, à trois barres ondées d'argent, au lion couronné d'or armé et lampassé de gueules, brochant sur le tout (qui est de Suède ancien), en 3, d'azur à deux flèches d'or à la pointe d'argent passées en sautoir surmontées d'une couronne d'or (Dalécarlie), sur-le-tout de Vasa (tiercé en bande d'azur, d'argent et de gueules à la gerbe d'or brochant) et de Pontecorvo (d'azur, au pont à trois arches d'argent, sur une rivière de même, ombrée d'azur, et supportant deux tours du second ; le tout surmonté d'un aigle contourné au vol abaissé, becquée et membrée d'or empiétant un foudre de même accompagné en chef de sept étoiles d'or aussi rangées en forme de la constellation de la Grande Ourse (de Bernadotte)). |